# الأكين
الأكين (بالفارسية: آلاکین) هي مستوطنة تقع في مقاطعة تشاراويماق في إيران. يقدر عدد سكانها بـ 140 نسمة .